# Eniergija Wołżski
Eniergija Wołżski (ros. Футбольный клуб «Энергия» Волжский, Futbolnyj Kłub „Eniergija” Wołżski) – rosyjski klub piłkarski z siedzibą w Wołżskim w obwodzie wołgogradzkim.

## Historia
Chronologia nazw:
- 1956–1969: Eniergija Wołżski (ros. «Энергия» Волжский)
- 1976–1977: Torpedo Wołżski (ros. «Торпедо» Волжский)
- 1978–1979: Trud Wołżski (ros. «Труд» Волжский)
- 1980–2007: Torpedo Wołżski (ros. «Торпедо» Волжский)
- od 2008: Eniergija Wołżski (ros. «Энергия» Волжский)

Piłkarska drużyna Eniergija została założona w 1956 w mieście Wołżski.
W 1958 zespół debiutował w Klasie B, strefie 1 Mistrzostw ZSRR. W 1963 po reorganizacji systemu lig w ZSRR został zdegradowany do Klasy B, strefy 3, w której występował do 1969. W 1970 po kolejnej reorganizacji systemu lig został pozbawiony miejsca w rozgrywkach profesjonalnych i potem zmagał się w turniejach lokalnych.
Dopiero w 1976 pod nazwą Torpedo Wołżski startował w Drugiej Lidze, strefie 4. W latach 1978–1979 klub również nazywał się Trud Wołżski.
W Mistrzostwach Rosji klub debiutował w Pierwszej Lidze, grupie centralnej, w której występował do 1997 z wyjątkiem sezonu 1994, kiedy to zmagał się w Drugiej Lidze, grupie centralnej. Od 1998 występował w Drugiej Dywizji, strefie południowej, z wyjątkiem sezonu 2006, kiedy spadł do Amatorskiej Ligi.
W 2008 przyjął nazwę Eniergija Wołżski.

## Sukcesy
- Klasa B ZSRR, strefa 3:
  - 7. miejsce: 1961
- Puchar ZSRR:
  - 1/32 finalista: 1961, 1992
- Rosyjska Pierwsza Liga, grupa centralna:
  - 4. miejsce: 1992
- Puchar Rosji:
  - 1/4 finalista: 1993

## Znani piłkarze
- / Jurij Hudymenko
- / Jewgienij Jarowienko
- Maksim Shatskix